# Lukashov (Rusia)
Lukashov (del ruso: Лукашёв) es un posiólok del raión de Beloréchensk del krai de Krasnodar, en Rusia. Se sitúa en la confluencia de los ríos Ganzha 1 y 2, tributarios del Bélaya, afluente del río Kubán, 9 km al noroeste de Beloréchensk y 65 km al sureste de Krasnodar, la capital del krai. Tenía menos de 100 habitantes en 2008.
Pertenece al municipio Druzhnenskoye.